# Objeto Zamenhof-Esperanto

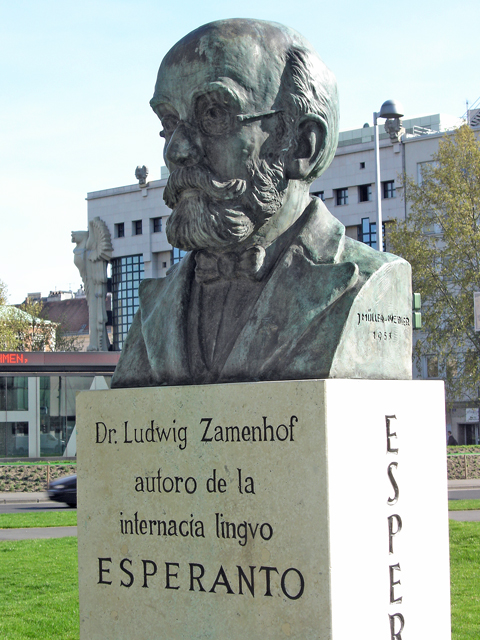
Busto de L. L. Zamenhof en el Esperantopark de Viena.

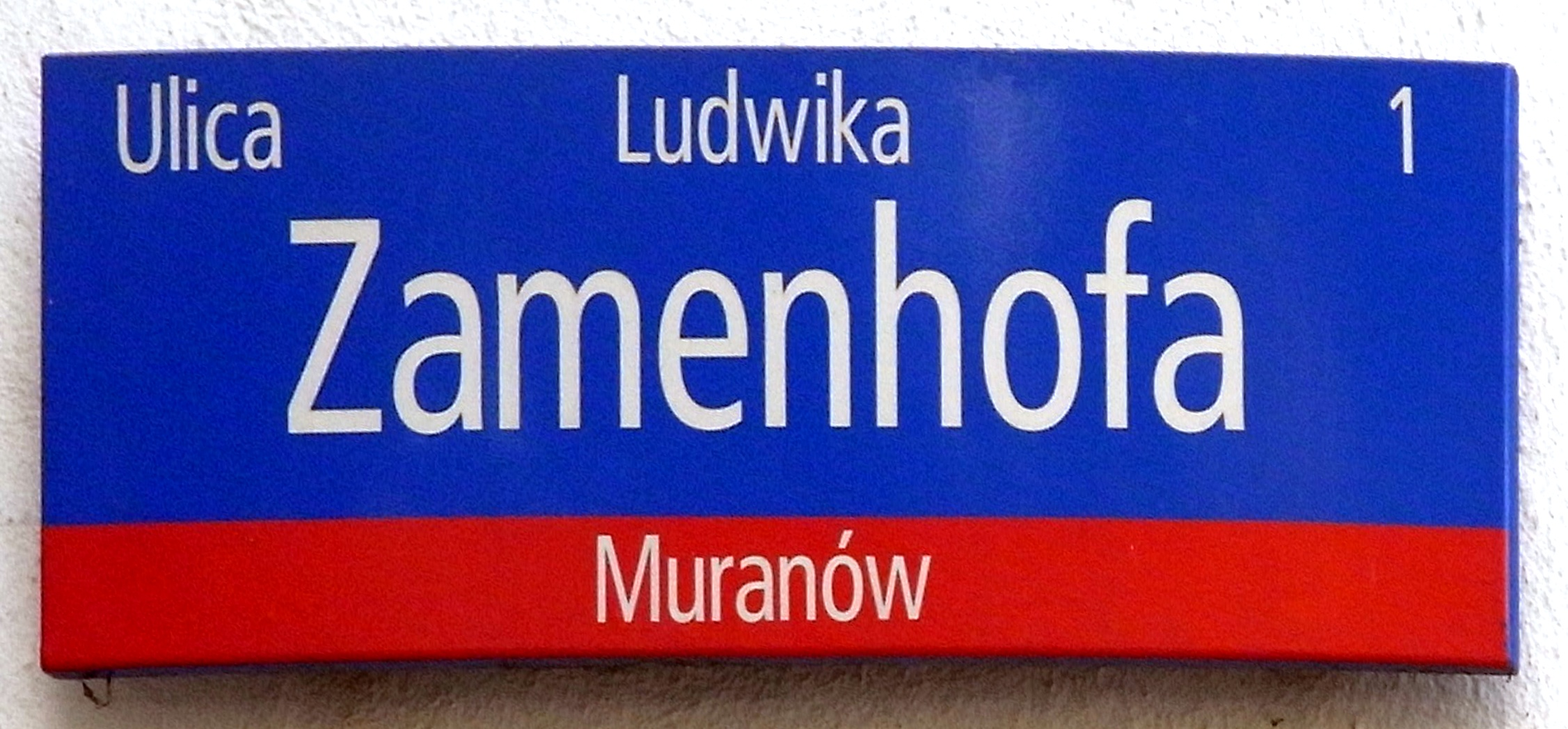
Calle Zamenhof en Varsovia

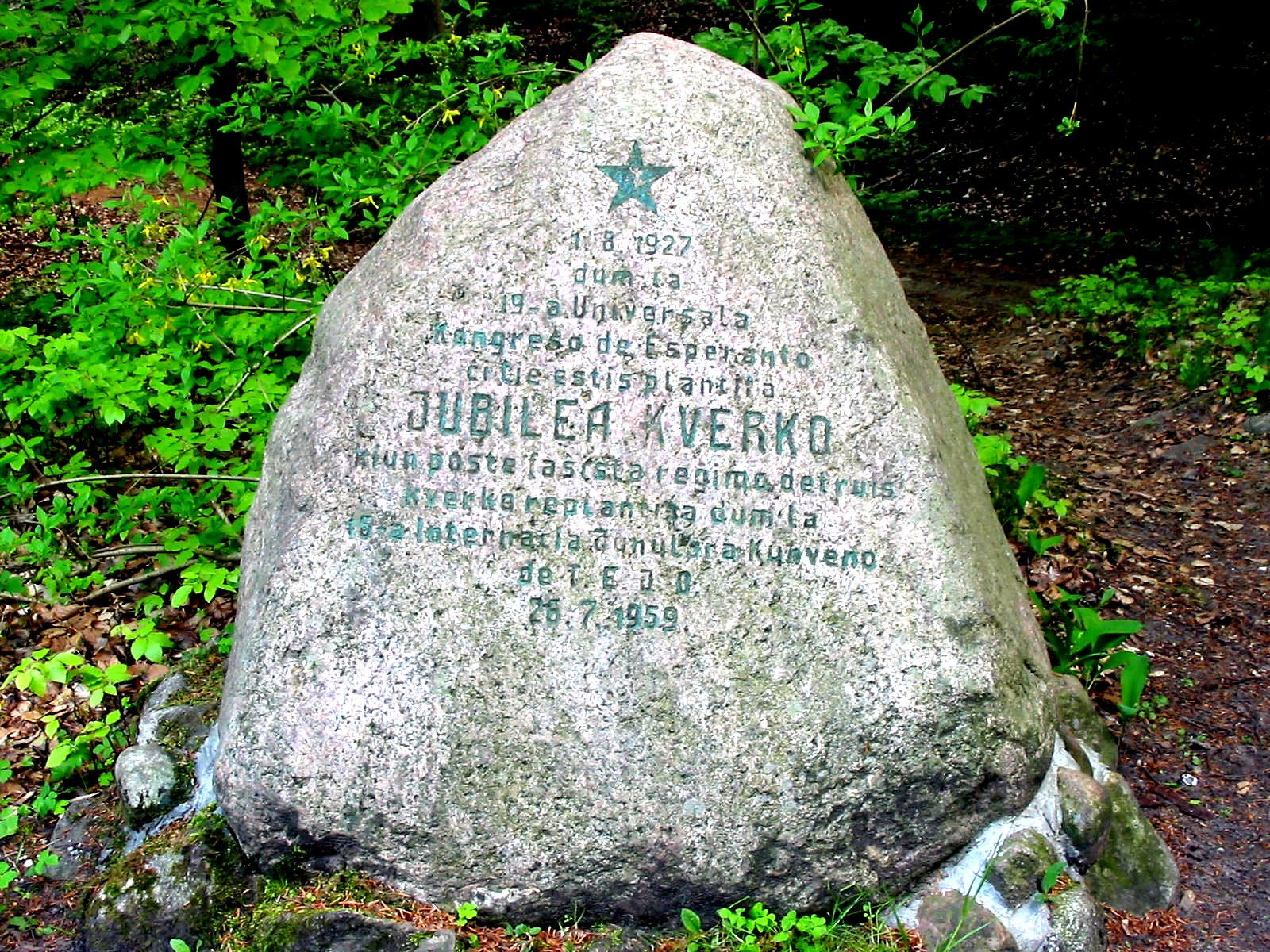
Una piedra en Sopot conmemorando los congresos de Esperanto de 1927 y 1959.

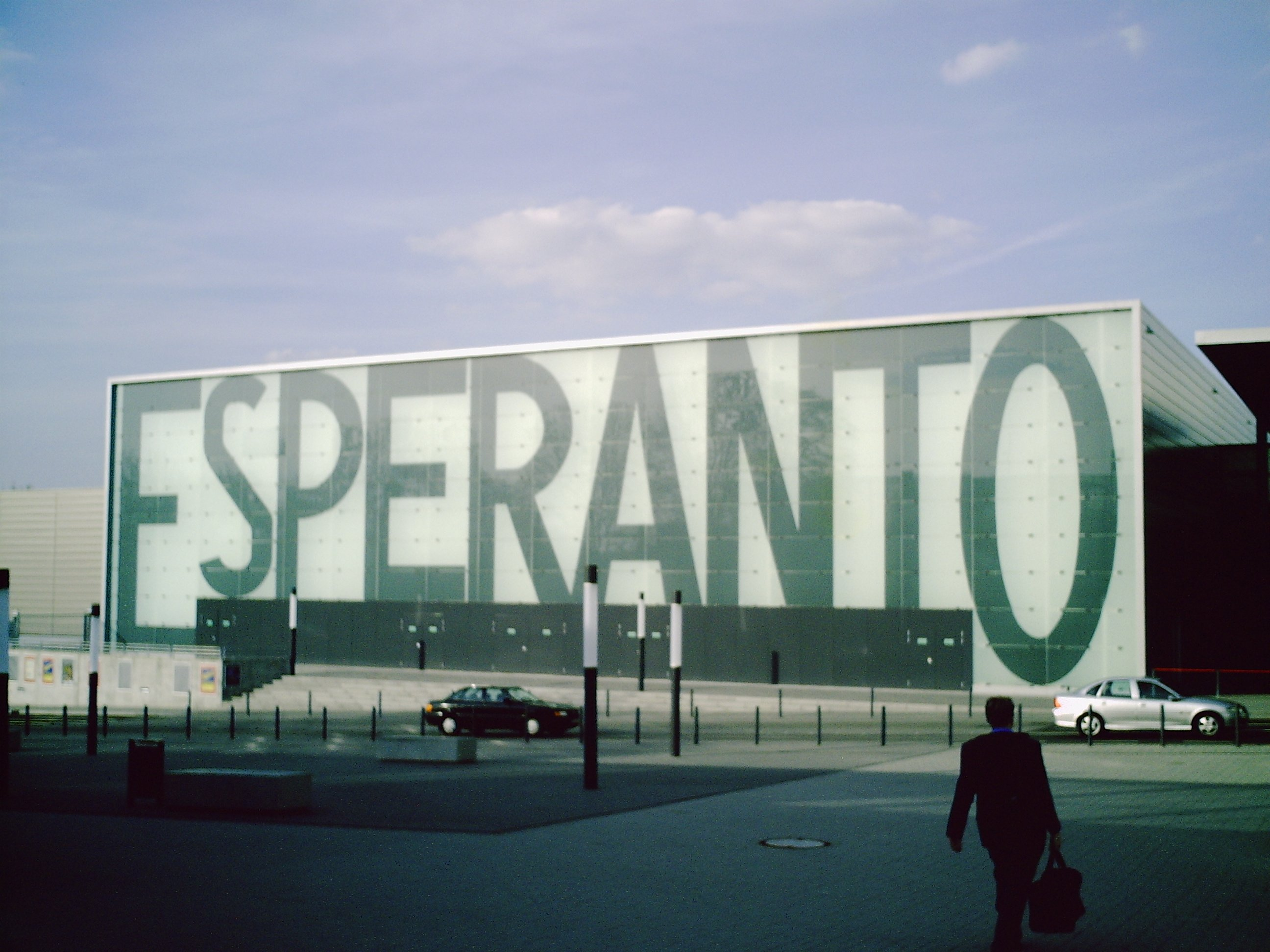
Hotel Esperanto Kongress- / Kulturzentrum en Fulda (construido en 2005).

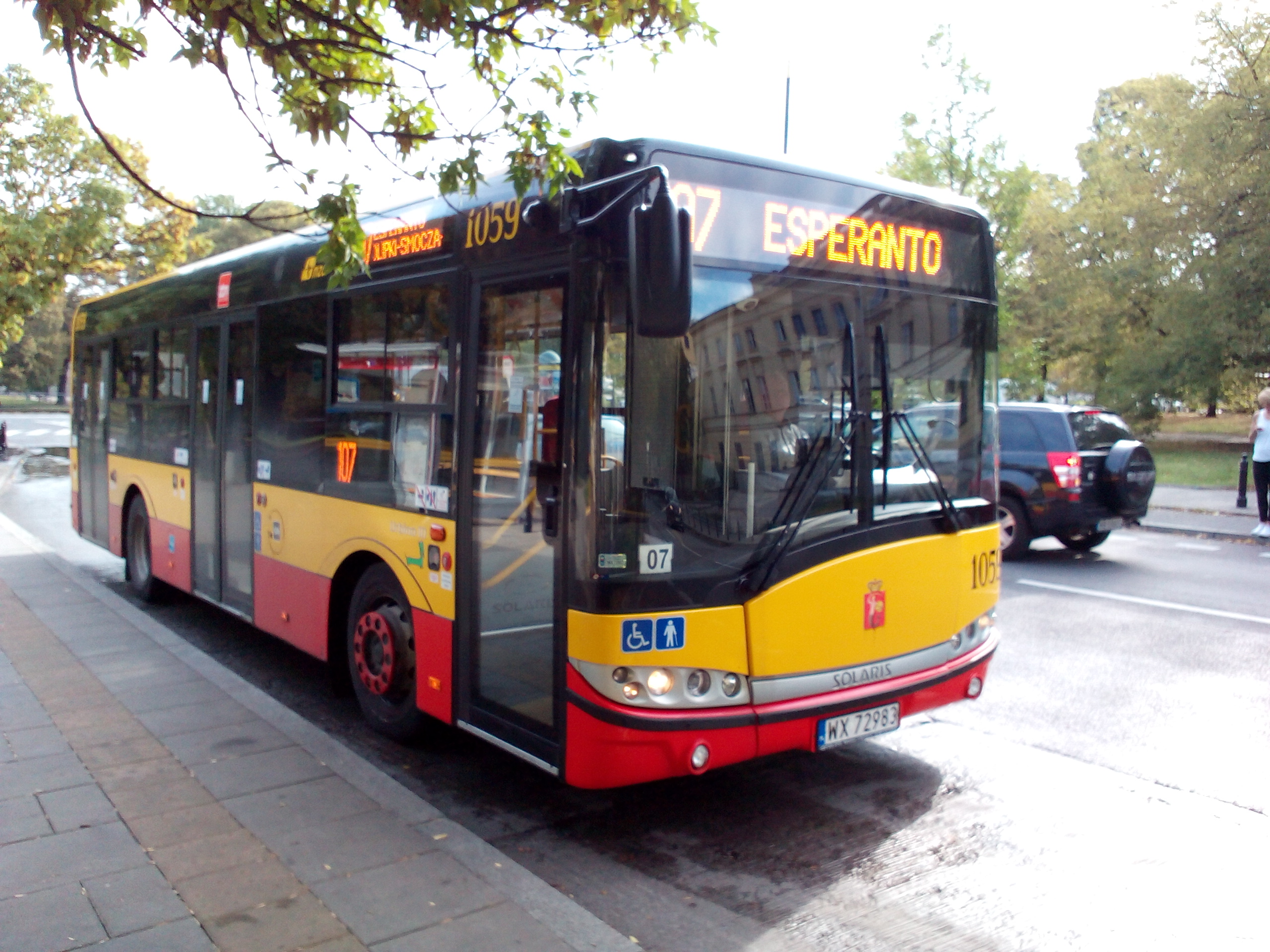
Autobús en calle Esperanto en Varsovia

Un Objeto Zamenhof-Esperanto (en Esperanto Zamenhof/Esperanto-Objekto, abreviado ZEO) es un monumento o un lugar relacionado con L. L. Zamenhof, el idioma auxiliar Esperanto que él creó en 1887, o la comunidad de hablantes de Esperanto.

## Tipos de objetos
Los objetos Zamenhof-Esperanto son calles, monumentos conmemorativos, espacios públicos  como plazas, parques o puentes. Zamenhof o Esperanto en algunas ocasiones son parte también de edificios y empresas como hospitales, hoteles o agencias de traducción. También existen vehículos, como zeppelines, barcos y trenes nombrados en honor a Zamenhof o el Esperanto. Algunas especies, ríos, islas, asteroides y otros descubrimientos naturales han sido nombrados de este modo. Incluso sellos poatales o Virus informáticos conmemorando a Zamenhof o al Esperanto son considerados ZEOs.

## Historia de los objetos Zamenhof-Esperanto
El primer objeto Zamenhof-Esperanto fue un barco llamado Esperanto, el cual fue construido y echado a la mar en 1896. La Enciclopedia de Esperanto de 1934 contiene una lista de aproximadamente 54 pueblos y ciudades las cuales están relacionadas con algún objeto de este tipo. En 1997 el Esperantista alemán, Hugo Röllinger, publicó un libro titulado Monumente pri Esperanto – ilustrita dokumentaro pri 1044 Zamenhof/Esperanto-objektoj en 54 landoj ("Monumentalmente sobre el Esperanto – una documentación ilustrada de 1044 objetos Zamenhof-Esperanto en 54 países") y hasta su muerte en 2001 él listó un total de 1260 de esos objetos. Fue él quien acuñó el acrónimo ZEO. Actualmente, Robert Kamiński de Polonia es la persona encargada por la Asociación Universal de Esperanto para el registro de ZEOs.

## ZEOs Notables
El mayor número de ZEOs por país se encuentra en Brasil. En Polonia, el lugar de nacimiento del Esperanto, se hallan algo más de cien de ellos.
- El primero
  - El barco Esperanto en España, construido en 1896
- El más alto
  - El monumento en honor a Zamenhof de 12 metros en Sabadell, España. que data de 1989
- El más largo
  - La calle Esperanto de 4 km en São Sebastião do Caí, Brasil
- Más al norte
  - Un monumento conmemorativo al Esperanto en Narvik (Noruega) situado en 68°25' N
  - El Arroyo Esperanto en Alaska, Estados Unidos) en 63°27' N
  - El Cabo Esperanto en Svalbard en 78°37' N
- Más al sur
  - el árbol Esperanto en Tasmania, Australia en 42° S
  - El monumento a Zamenhof y la calle Esperanto en Mar del Plata, Argentina
  - La calle Zamenhof en Puerto Elizabeth, Sudáfrica)
  - La Isla Esperanto en la Antártida en 62°25'43" S
- Más remotos
  - Los Asteroides (1462) Zamenhof y (1421) Esperanto
  - La inscripción en Esperanto sobre el disco de oro que portan el Voyager 1 y Voyager 2 en su travesía fuera del Sistema solar.